# Брязга
Бря́зга (рос. Брязга) — присілок у складі Юр'янського району Кіровської області, Росія. Входить до складу Івановського сільського поселення.
Населення становить 12 осіб (2010, 11 у 2002).
Національний склад станом на 2002 рік — росіяни 82 %.